# 刃物の日
刃物の日（はもののひ）は、岐阜県関市の岐阜県関刃物産業連合会の提案により制定された刃物の記念日である。
旧暦11月8日に鋳物師、鍛冶屋、石工など鞴（ふいご）を用いる職人が行う祭りである「ふいご祭り」が全国的に行われている事と、「イイハ（118）」の語呂合わせにより、1996年（平成8年）4月に全国の主要刃物産地（9産地）が日本記念日協会に登録した。
刃物に感謝する日として、岐阜県関市の関鍛冶伝承館敷地内の刃物塚では使えなくなった刃物を供養する刃物供養祭が行なわれる。

## 全国の主要刃物産地
- 新潟県三条市
- 東京都
- 福井県武生市（2005年10月1日に今立町と合併し越前市となる）
- 岐阜県関市
- 京都府京都市
- 大阪府堺市
- 兵庫県三木市
- 島根県吉田村（2004年11月1日に6町村が合併し雲南市となる）
- 高知県土佐市